# Bikar Metals
Die Bikar Metals Holding GmbH (Eigenschreibweise BIKAR METALS) ist ein Händler von Halbzeugen aus Aluminium, Messing, Kupfer, Bronze, Kunststoffen und Sonderlegierungen in Form von Platten, Blechen, Zuschnitten, Stangen, Profilen und Rohren. Der Hauptsitz der inhabergeführten Firmengruppe ist in Bad Berleburg-Raumland, Nordrhein-Westfalen. Produktionsstätten finden sich in Korbußen (Thüringen), Bristol (England) und Belagavi (Indien).

## Geschichte

### Gründung
Das Unternehmen wurde 1962 von Radomir und Luise Bikar als „Metallhandel R. Bikar“ in Bad Berleburg-Raumland gegründet. Das Geschäftsmodell beruhte auf Zuschnitten von eingekauften Stangen aus NE-Metallen mit einer Bügelsäge auf Maß und der Lieferung an den Kunden. Als Handlager diente zu Beginn eine selbst errichtete Garage. Zu diesem Zeitpunkt beschäftigte das Unternehmen weniger als zehn Mitarbeiter.

### Die Wachstumsphase
Mitte der 1980er Jahre übernahmen die beiden Söhne von Radomir und Luise Bikar den elterlichen Betrieb und führten ihn weiter als Bikar-Metalle GmbH. Bikar baute im Jahr 2000 ein weiteres Werk am Standort in Bad Berleburg mit barcodegesteuertem Hochregal inklusive direkter Anbindung an die Sägeanlagen.
2005 wurde das dritte Werk in Bad Berleburg-Raumland ausgestattet. Zweck war der Zuschnitt von Aluminium Blöcken zu Gussplatten.
2009 gründeten die Kinder von Aleksander Bikar das vierte Werk in Korbußen in Thüringen als „Bikar-Aluminium GmbH“. In einem Serienfertigungsverfahren werden Aluminiumgussbarren auf unterschiedliche Dicken gesägt, beidseitig plangefräst und anschließend foliert. Hierfür gewann Bikar den Gründerpreis Thüringen. Zu diesem Zeitpunkt beschäftigte Bikar rund 200 Mitarbeiter an allen Standorten.
Der Anbau von zwei Werken mit einer zusätzlichen Produktionsfläche von über 17.000 m² erfolgte in 2015. Eine Umfirmierung zur „Bikar Aerospace GmbH“ erfolgte im Jahr 2022.
2018 folgte der Bau eines speziellen Hochregallagers für Stangen und Profile sowie einer neuen Firmenzentrale am Stammsitz in Bad Berleburg.
Zum 28. Oktober 2022 haben die bisherigen Gesellschafter-Geschäftsführer Claudia und Pascal Bikar sowie der Gesellschafter Alexander jr. Bikar sämtliche Anteile an der Bikar-Gruppe erworben. Damit übernahm die dritte Generation den Familienbetrieb. Das Unternehmen beschäftigte zu diesem Zeitpunkt über 700 Mitarbeiter.

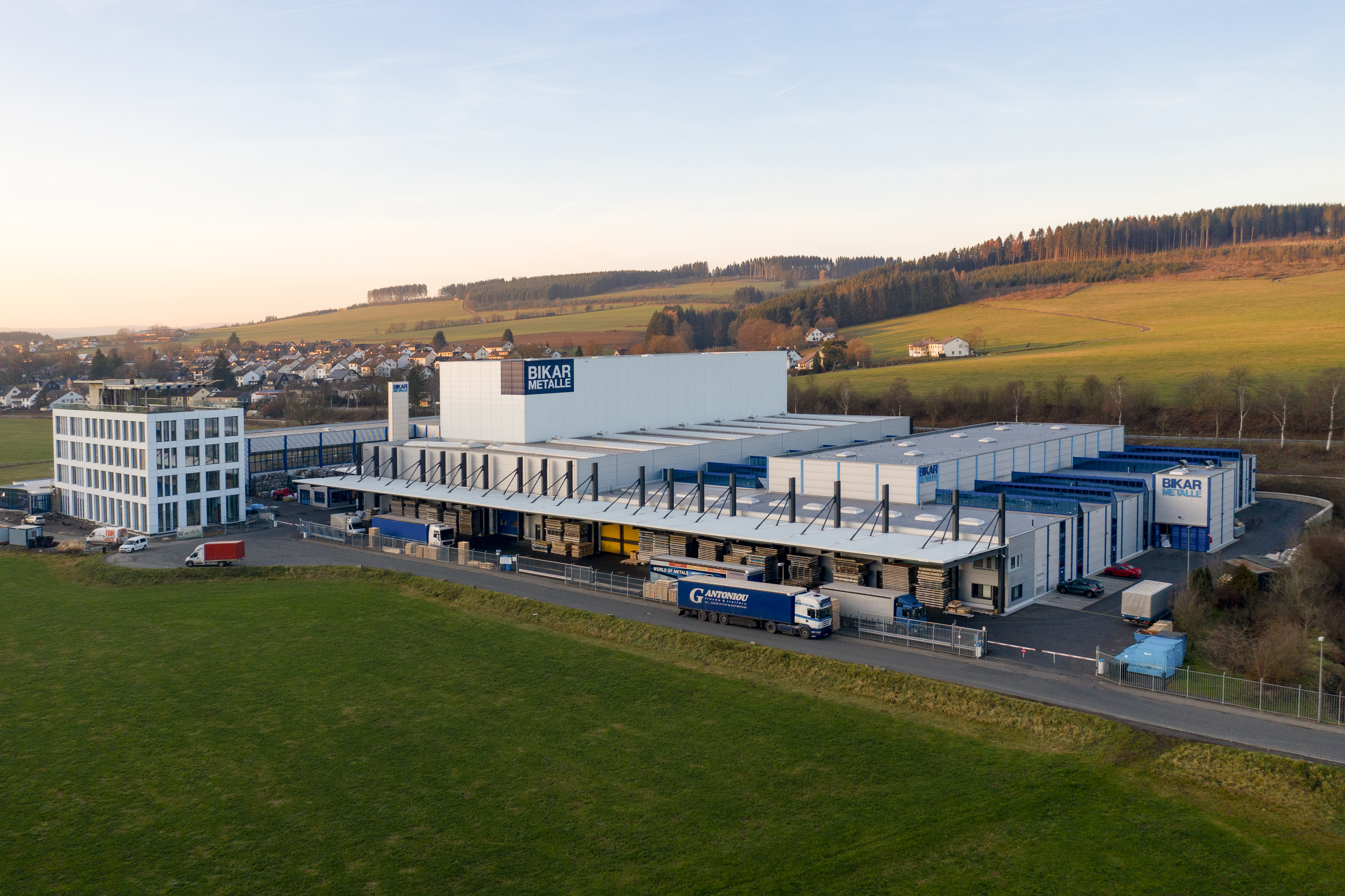
Luftaufnahme der Zentrale von Bikar Metalle im Industriegebiet Bad Berleburg-Raumland

### Ausbau der Produktionstechnologien
2023 wurde das erste vollautomatische Zuschnittzentrum am Standort in Bad Berleburg-Raumland errichtet. In diesem Bearbeitungszentrum für Platten und Bleche werden die aus der Serienfertigung anderer Industrien erfolgreich erprobten Automatisierungskonzepte adaptiert und damit eine flexible sowie umfangreiche Bearbeitung von Aluminiumhalbzeugen ermöglicht. Der Spatenstich für ein weiteres Metall-Bearbeitungszentrum dieser Art fand am 4. Februar 2025 am Standort in Korbußen statt.

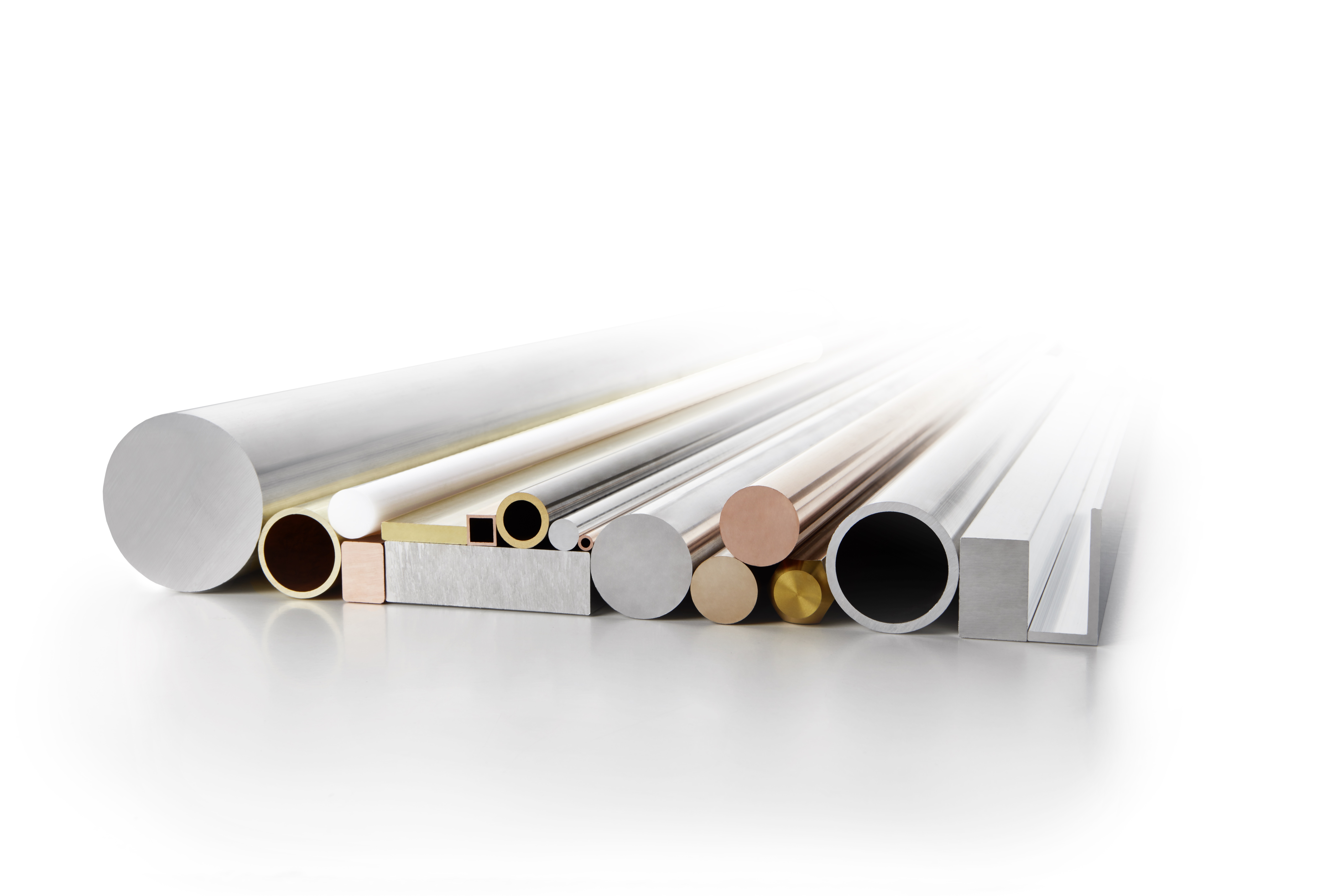
Halbzeuge aus NE-Metallen von Bikar Metals

### Internationalisierung und Jubiläum
2024 besitzt die Firmengruppe 50 Sägeanlagen. Die Unternehmensgruppe verfügt über Vertretungen in über 15 Ländern und verkauft an über 25.000 Kunden. Eigene Hochregallager ermöglichen eine Lagerkapazität für 90.000 Tonnen Halbzeuge. 50.000 verschiedene Artikel werden bei Bikar verarbeitet.
2023 erfolgte die Eröffnung eines Werks in Bristol (England). Im Februar 2025 fand die Eröffnungsfeier für die Produktionsstätte in Belagavi (Indien) statt.
Am 23. September 2023 feierte das Unternehmen sein 60-jähriges Bestehen mit Mitarbeitenden und Angehörigen auf dem Betriebsgelände in Bad Berleburg.

## Unternehmensstruktur
Zur Unternehmensgruppe Bikar Metals gehören die Bikar-Metalle GmbH, Bikar Aerospace GmbH, Bikar Aerospace Metals LTD, Bikar Logistics GmbH, Bikar Recycling GmbH.

## Marken und Unternehmensbereiche
Zu den häufigsten Kunden zählen Betriebe aus Werkzeug-, Formen- und Modellbau sowie der Automobilindustrie.
Unter dem Markennamen Formodal werden Aluminiumplatten verschiedener Größen und Legierungen angeboten.
Seit 2016 ist Bikar zudem als Zulieferer für die Luft- und Raumfahrtindustrie gemäß EN 9120 zertifiziert und liefert Luftfahrt-Aluminium in verschiedenen Legierungen darunter Aluminium 6061.
Seit 2024 ist Bikar Aerospace offizieller Zulieferer von Aluminiumplatten und -blechen für Sonaca.